# جوثيكا (فلم)
جوثيكا (بالإنجليزية: Gothika) هو فيلم إثارة أمريكي صدر عام 2003 من إخراج ماتيو كازافيتش.

## القصة
تنحرف حياة الطبيبة النفسية ميراندا جراي عن مسارها بعد أن كادت أن تصطدم فتاة بسيارتها ذات ليلة. في وقت لاحق تستيقظ ميراندا في مستشفى الأمراض العقلية الخاص بها تحت رعاية نظيرها بيت جراهام. و هي مرتبكة تمامًا و متهمة بقتل زوجها لكنها لا تتذكر أي شيء بعد أن قابلت الفتاة. ببطء بدأت ميراندا في الكشف عما حدث لكن عليها الهروب من اللجوء لحل اللغز.

## الميزانية والإيرادات
بلغت تكلفة إنتاج الفيلم حوالي 40 مليون دولار بينما حقق إيرادات تقدر بـ 141591324 دولار.

## الممثلون
- هالي بيري :ميراندا رمادي
- روبرت داوني جونير: بيت جراهام
- بينيلوب كروز : كلو سافا
- تشارلز س. دوتون : الدكتور دوغلاس غراي
- جون كارول لينتش : الشريف بوب ريان
- برنارد هيل : الدكتور فيل بارسونز

## رابط خارجي
- مقالات تستعمل روابط فنية بلا صلة مع ويكي بيانات